# Benčići (Žminj)
Pour les articles homonymes, voir Benčići.
Benčići (en italien : Bencici) est une localité de Croatie située en Istrie, dans la municipalité de Žminj, dans le comitat d'Istrie. En 2001, la localité comptait 140 habitants.

## Démographie
| 1948 | 1953 | 1961 | 1971 | 1981 | 1991 | 2001 |
| ---- | ---- | ---- | ---- | ---- | ---- | ---- |
| 249  | 231  | 188  | 185  | 166  | 148  | 140  |